# チンランド防衛隊 (ミンダッ)
チンランド防衛隊（ミンダッ）（略称：CDF‐Mindat）は、チンランド防衛隊（チンランドぼうえいたい、ビルマ語: ချင်းဒေသကာကွယ်ရေးတပ်ဖွဲ့、英語: Chinland Defense Force、略称: CDF）を構成する武装組織の1つ。チン州ミンダッ県ミンダッ郡区を根拠地とする。
同盟型PDFに分類されているが、NUGからは医療サービスだけ受けており、資金・兵器の提供は受けていない。

## 活動
2021年ミャンマークーデター後、チン州では、「チンランド防衛隊」を名乗る多数の武装勢力が出現したが、CDFミンダッもそのうちの1つだった。同年4月4日、それらの小規模な武装勢力が集まって、チンランド防衛隊（CDF）が結成された。CDFミンダッは、兵器や訓練の提供をチン民族軍（CNF）に求めたが、当初、CNFは全国停戦合意（NCA）の枠組みに留まるという立場を取っており、拒絶された。
同年4月下旬、ミンダッの当局が抗議者7名の釈放を拒否すると大規模な抗議運動が発生。警察が群衆に発砲した結果、抗議は暴動に発展し、CDFミンダッはこれに応じてミャンマー軍（以下、国軍）の軍人3人を射殺した。さらに、CDFミンダッは国軍の増援部隊を待ち伏せして大量の武器を押収。しかし、5月下旬に国軍の空爆を受け、山中に撤退した。
その後、CDFミンダッは、CDFハカ、CDFタントラン、CDFファラムと協力関係を構築。同年9月には、16のCDFとCNFからなるチンランド共同防衛委員会 (Chinland Joint Defence Committee: CJDC) が結成された。しかし、CNFは、2010年にカチン独立軍（KIA）と締結した「KIAがチン州内の他の武装組織への支援を禁止する協定」を根拠にして、CDFミンダッの兵器購入を妨害。またNUGと締結した「CNAのみをチン州唯一の合法的武装組織と認める覚書」を根拠にして、CDFミンダッがNUGやその他のPDFと交渉するのを妨害するにおよび、両者の関係は悪化。そして2、マトゥピにある国軍司令部を合同で攻撃中、CNFとその同盟軍が後方からCDFミンダッを襲撃するにおよび、両者の対立は決定的となった。
2023年12月、CNFは、他のチン州の民主派武装組織と共同でチンランド評議会（CC）を設立したが、CDFとチン民族防衛隊（CNDF）はこれに対抗する形で、チン兄弟同盟（CB）を設立。同時にアラカン軍（AA）の下で軍事訓練を受け、本格的な部隊へと変貌した。AAとCNFはかねてより、チン州南部の町・パレッワをめぐって争っており、これによりCCとCBの争いも激化した。CDFミンダッの報道官は「CCは平等、正義、自然な尊重といった革命原則の欠如に苦しんでいる」とコメントしている。
2024年12月22日、CDFミンダッとその同盟軍はミンダッとカンペレッの両町を占領した。これによりCDFミンダッはチン州南部から国軍を排除するという目標をほぼ達成し、2025年7月現在、マグウェ地方域のヨー渓谷への進出を目指している。

## 組織

### 組織構造
世帯、村、郡区レベルの代表者で構成されるミンダッ人民行政委員会があり、教育、保健、司法、林業、財務、CDM調整などの14の部局を担当、CDFミンダッはその軍事部門である。各部局のリーダーは、コミュニティとCDM従事者から選出され、定期的に交代する。橋梁、道路、診療所などのインフラ整備が最優先事項である。

### 兵力
予備兵含めて350～500人。

### 資金源
海外在住者からの寄付、徴税、AAからの支援に依存している。最大の資金源は徴税で、家庭の水道使用量、商店の営業許可、検問所などあらゆるものに課税している。収益は防衛費40%、教育と保健医療費それぞれ20%、公共開発費（橋梁、道路工事など）10%、そして情報、司法、通信などのその他の分野10%という割合で配分される。

### 活動地域
チン州南部